# Hlavečník
Hlavečník (deutsch Hlawecznik, auch Hlawetschnik) ist eine Gemeinde in Tschechien. Sie liegt sechs Kilometer nordöstlich von Týnec nad Labem und gehört zum Okres Pardubice.

## Geographie

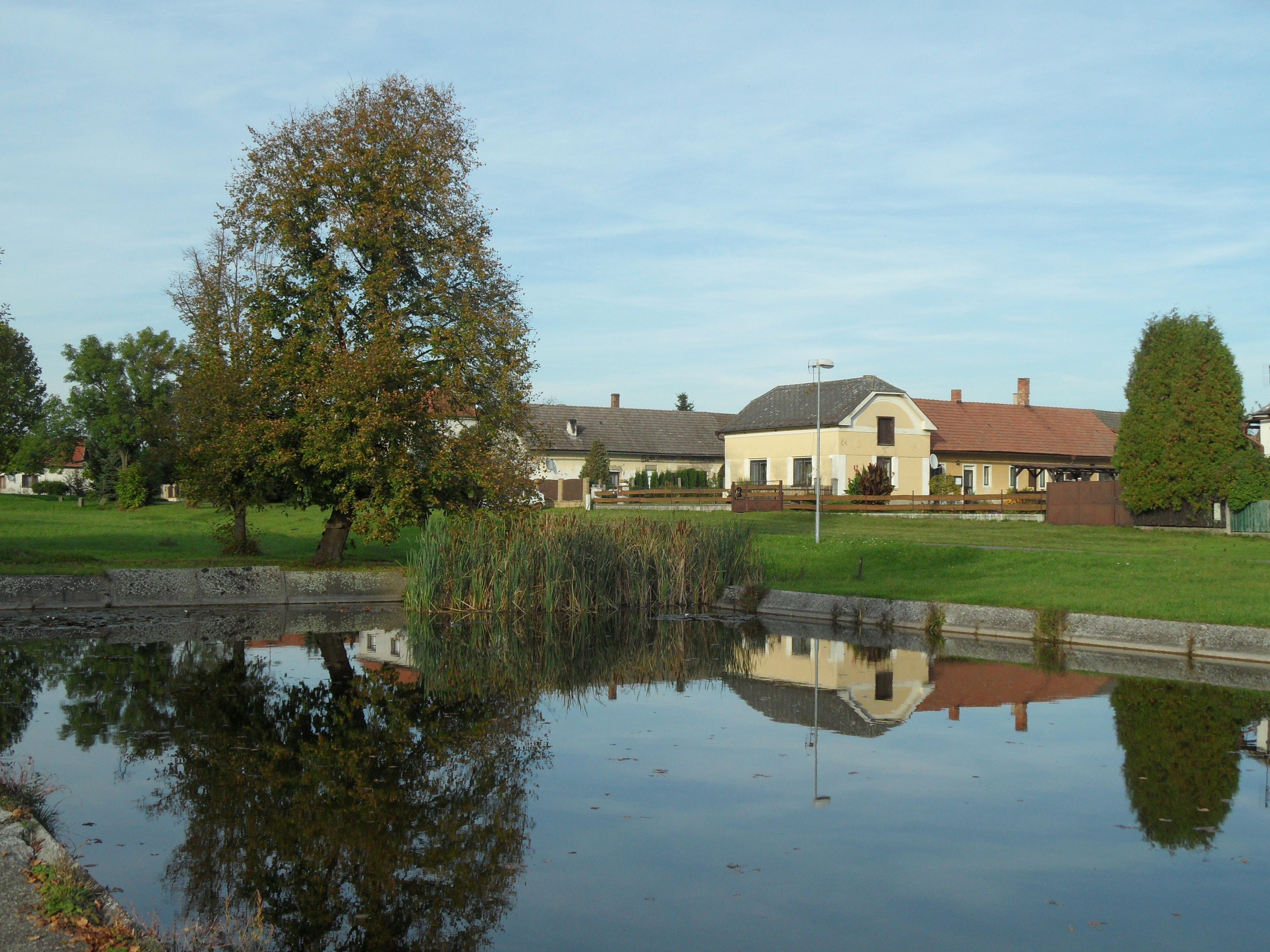
Häuser am Dorfteich

Das von ausgedehnten Wäldern umgebene Dorf befindet sich an einer Anhöhe in der Středolabské tabule (Tafelland an der mittleren Elbe). Südöstlich erhebt sich der Oborský vrch (215 m n.m.), im Nordwesten der Na Vrších (245 m n.m.). Westlich fließt die Černá strouha.
Nachbarorte sind Kundratice und Bílé Vchynice im Norden, Tetov und Kolesa im Nordosten, Chaloupky im Osten, Kladruby nad Labem und Řečany nad Labem im Südosten, Dvůr und Selmice im Süden, Labské Chrčice, Svárava und Týnec nad Labem im Südwesten, Krakovany, Božec und Uhlířská Lhota im Westen sowie Rasochy und Radovesnice II im Nordwesten.

## Geschichte

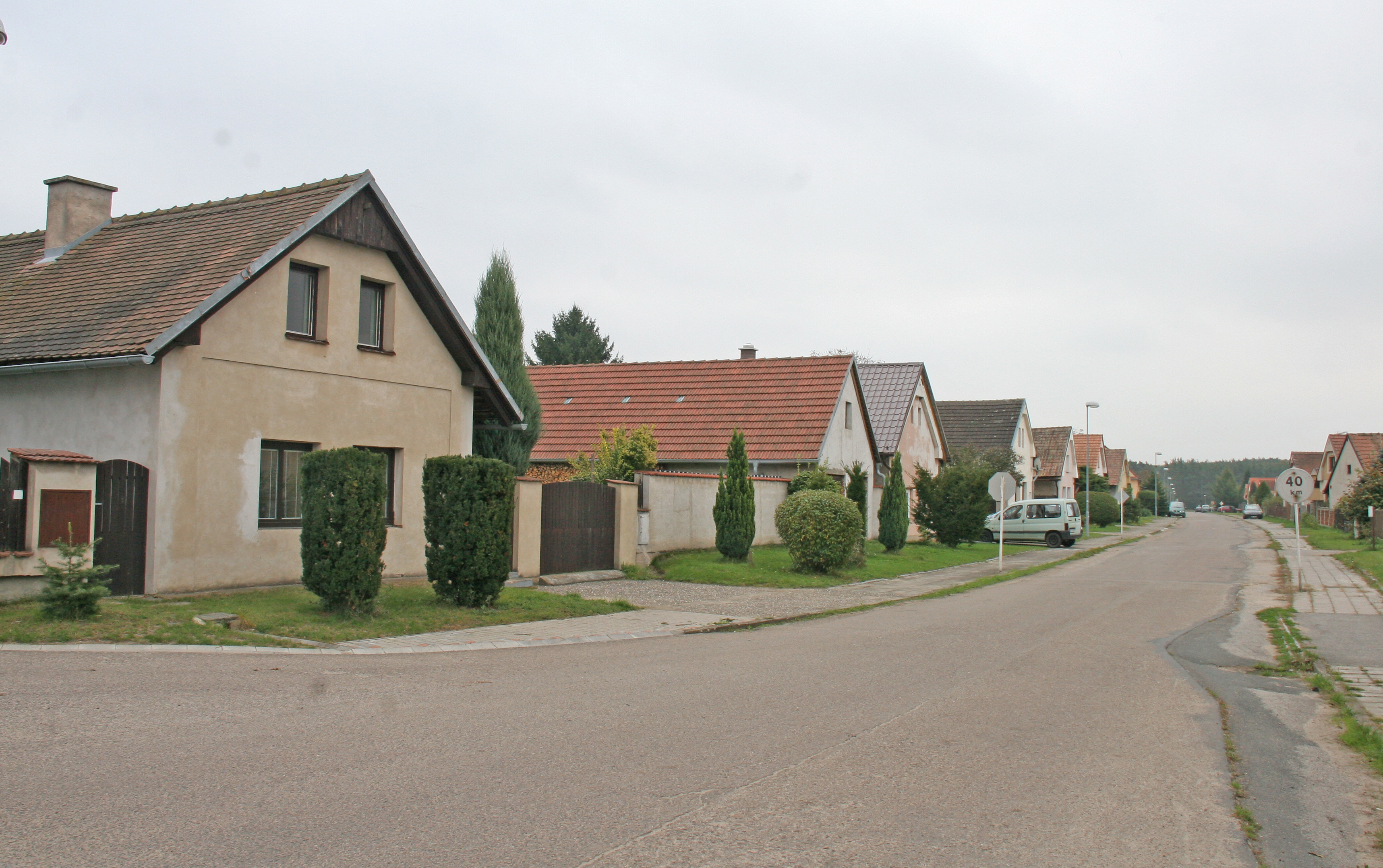
Dorfstraße

Die erste schriftliche Erwähnung von Hlávecko erfolgte 1228 in einer Bestätigungsurkunde König Ottokar I. Přemysls für die Schenkung des Dorfes an das Kloster Opatowitz. Wenig später erwarb Sezema de Horupnik (Sezima z Hořepníka) das Dorf und schlug es der Burg Hradišťko zu. Seit dieser Zeit wurde das Dorf als Hlavečník bezeichnet. Nach Sezemas Tod fiel die Herrschaft Dědoch von Třebelovice, genannt von Žiželice zu, dem König Wenzel II. im Jahre 1299 die Erbschaft bestätigte. Die Herren Žiželický von Žiželice hielten den Besitz bis 1324, danach folgten Peter von Rosenberg, Heinrich von Wartenberg und die Grafen von Waldstein. Im Jahre 1517 erwarb Zdeniek Lev von Rosental die Herrschaft Hradišťko-Žiželice. Johann von Pernstein, der die Herrschaft 1533 gekauft hatte, veräußerte sie 1543 an König Ferdinand I., der sie 1547 mit der Herrschaft Chlumetz vereinigte. König Matthias überschrieb 1611 die Herrschaften Chlumetz und Žiželice für treue Dienste bei der Erlangung der Böhmischen Krone an Wenzel Graf Kinsky von Wchinitz und Tettau, der beide Herrschaften vereinigte. Während des Dreißigjährigen Krieges wurde das aus zwölf Chaluppen bestehende Dorf wahrscheinlich von schwedischen Truppen niedergebrannt. Nach der Ortschronik soll der Wiederaufbau an neuer Stelle erfolgt sein, das alte Dorf soll der Überlieferung nach in der Flur Na Topolské gestanden sein.
Im Jahre 1833 bestand das im Bidschower Kreis gelegene Dorf Hlawečnik aus 47 Häusern, in denen 364 Personen, darunter sechs protestantische Familien lebten. Haupterwerbsquelle bildete die Landwirtschaft, die jedoch wegen der überwiegend sandigen Böden wenig ertragreich war. Im Ort gab es eine Schule, ein Wirtshaus und ein Jägerhaus. Katholischer Pfarrort war Žiželitz, das evangelische Pastorat befand sich in Krakowan. Die Katholiken begruben ihre Toten auf dem Friedhof in Rasoch. Bis zur Mitte des 19. Jahrhunderts blieb Hlawečnik der Fideikommissherrschaft Chlumetz untertänig.
Nach der Aufhebung der Patrimonialherrschaften bildete Hlavečník ab 1849 eine Gemeinde im Gerichtsbezirk Chlumetz. Nach der Errichtung der Schule in Rasochy wurde der Unterricht in Hlavečník eingestellt. Ab 1868 gehörte das Dorf zum Bezirk Neubydžow. 1869 hatte Hlavečník 513 Einwohner und bestand aus 77 Häusern. 1879 wurde in Hlavečník eine neue einklassige Dorfschule errichtet, die sukzessive auf drei Klassen erweitert wurde. Im Jahre 1900 lebten in Hlavečník 603 Menschen, 1910 waren es 620. Die Schule brannte am 2. August 1924 ab, sie wurde danach für 740.000 Kronen wiederaufgebaut und erhielt den Namen Masaryk-Schule. Die Ablehnung des Antrags zur Eröffnung als Bürgerschule führte zu einem hartnäckigen Streit zwischen der Gemeinde und der Schulbehörde, so dass das neue Schulgebäude für zwölf Jahre ungenutzt blieb. In den 1930er Jahren wurde ein Steinkrug mit einem Münzschatz aus Prager und Meißnischen Groschen aufgefunden. 1930 hatte Hlavečník 557 Einwohner und bestand aus 131 Häusern. Zu dieser Zeit arbeiteten viele der Bewohner im Nationalgestüt Kladruby nad Labem und dessen Filiale Franzenshof bei Selmice. Durch die 1935 vorgenommene Änderung des Schulgesetzes konnte zu Beginn des Jahres 1936 die Bürgerschule Hlavečník den Unterricht aufnehmen. Im Jahre 1949 wurde die Gemeinde dem Okres Přelouč zugeordnet, seit 1960 gehört Hlavečník zum Okres Pardubice.
Beim Zensus von 2001 lebten in den 138 Häusern der Gemeinde 237 Personen. In Hlavečník befindet sich heute eine neunklassige Grundschule und ein Kindergarten.

## Sehenswürdigkeiten
- Kapelle
- Steinernes Kreuz
- Glockenbaum auf dem Dorfplatz

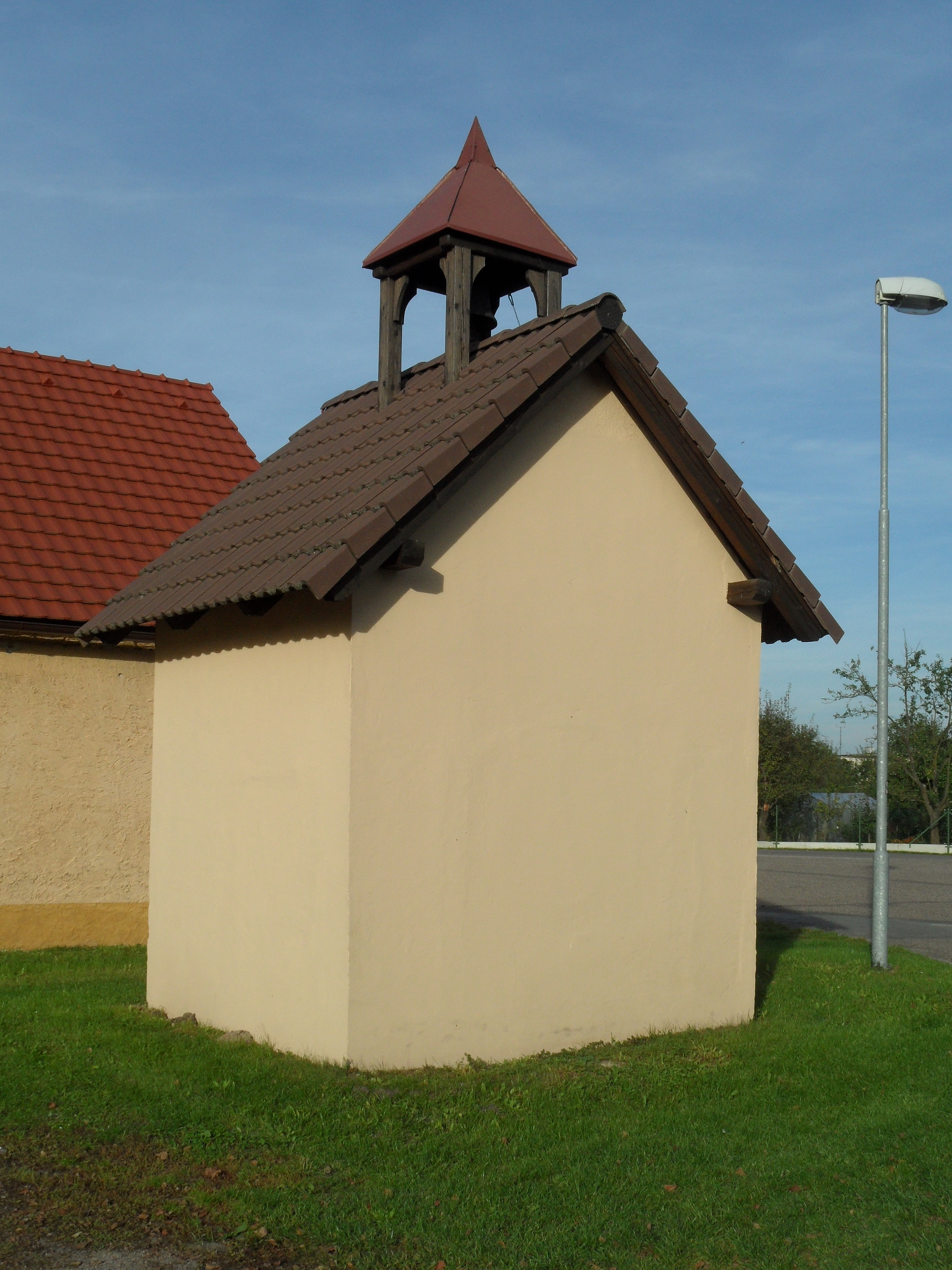
Kapelle

- Gedenkstein für die Gefallenen beider Weltkriege